# José Beyaert
José Beyaert (Lens, 1 de outubro de 1925 — La Rochelle, 11 de junho de 2005) foi um ciclista profissional francês que conquistou duas medalhas, ouro e bronze na prova de estrada (individual e por equipes) nos Jogos Olímpicos de Verão de 1948. Beyaert mudou-se para a Colômbia em 1952 e viveu lá por vários anos, onde ele foi o treinador para a equipe nacional de ciclismo. Também competiu na Volta à Colômbia, onde venceu a sua primeira tentativa em 1952. Ele terminou em segundo no ano seguinte e oitavo anos depois.

## Principais resultados
- 1º (medalha de ouro), Londres 1948, corrida em estrada
- 3º (medalha de bronze), Londres 1948, contrarrelógio por equipes, junto com Jacques Dupont e Alain Moineau
- Volta à Colômbia (1952, 2º em 1953)
- Grande Prêmio de Isbergues (1950)
- 47º na classificação geral, Tour de France (1950)